# Gouvernement Blum III
 (août 2017).
Si vous disposez d'ouvrages ou d'articles de référence ou si vous connaissez des sites web de qualité traitant du thème abordé ici, merci de compléter l'article en donnant les références utiles à sa vérifiabilité et en les liant à la section « Notes et références ».
Quatrième République
Georges Bidault I Paul Ramadier I
Le troisième gouvernement Léon Blum a été le gouvernement de la France du 16 décembre 1946 au 16 janvier 1947.
Après la promulgation de la Constitution de la Quatrième République le 27 octobre 1946 et jusqu'à ce que l'ensemble des organes de celle-ci soient mis en place, c'est-à-dire jusqu'à l'élection de Vincent Auriol à la présidence de la République le 16 janvier 1947, la France entre dans une période de transition généralement rattachée à la Quatrième République mais où subsistent certaines des institutions provisoires du Gouvernement provisoire de la République française.

## Chronologie

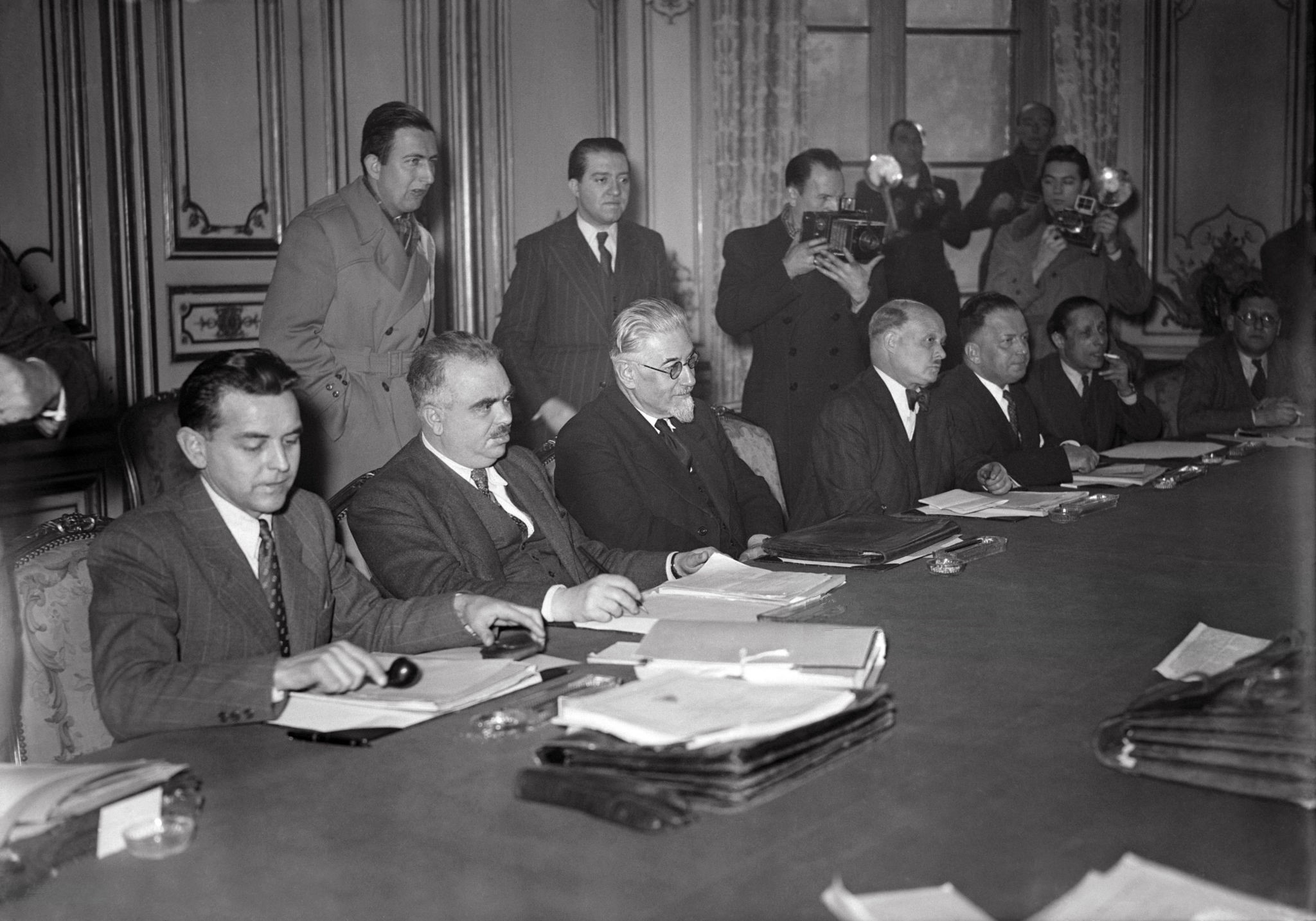
Première séance de travail du gouvernement Léon Blum à Matignon, décembre 1946.
Assis, de gauche à droite : François Tanguy-Prigent, Édouard Depreux, Paul Ramadier, André Le Troquer, Robert Lacoste, Daniel Mayer et Albert Gazier.

### 1946
- 28 novembre : fin du gouvernement Georges Bidault.
- 4/5 décembre : les candidatures de Thorez et Bidault à la Présidence du Conseil sont successivement rejetées par l'Assemblée nationale[1]. Il faut 310 voix pour être adoubé par l'Assemblée nationale ; le premier n'obtient que 259 voix ; le second 240[2]
- 8 décembre : élections au conseil de la République.
- 13 décembre : Léon Blum, sur l'insistance d'une délégation de dirigeants socialistes, sollicite l'investiture de l'Assemblée et l'obtient par 575  voix sur 590[2].
- 16 décembre : début du troisième gouvernement de Léon Blum, président du Conseil, dit « gouvernement de la Saint-Sylvestre », premier gouvernement uniquement socialiste en France ; c'est un gouvernement de transition en attendant l'élection du Président de la République qui obtient la confiance par 544 voix pour et 2 contre[2].
- 23 décembre : loi sur les conventions collectives.
- En décembre, début de la guerre d'Indochine.

### 1947
- 16 janvier : élection de Vincent Auriol à la présidence de la IVe République jusqu'en 1954.
- 22 janvier : début du gouvernement Paul Ramadier.

## Particularité
Le gouvernement compte une femme ministre, en la personne d'Andrée Viénot, sous-secrétaire d'État à la Jeunesse et aux Sports.
Tous les ministres, secrétaires ou sous-secrétaires d'État appartiennent à la SFIO.

## Composition

### Président du Gouvernement
| Image | Fonction                             |  | Nom       | Parti |
| ----- | ------------------------------------ |  | --------- | ----- |
|       | Président du Gouvernement provisoire |  | Léon Blum | SFIO  |

### Ministres d'État
| Image | Fonction                                                           |  | Nom              | Parti |
| ----- | ------------------------------------------------------------------ |  | ---------------- | ----- |
|       | Ministre d'État                                                    |  | Guy Mollet       | SFIO  |
|       | Ministre d'État                                                    |  | Augustin Laurent | SFIO  |
|       | Ministre d'État chargé des travaux du Commissariat général du Plan |  | Félix Gouin      | SFIO  |

### Ministres
| Image | Fonction                                                             |  | Nom                     | Parti |
| ----- | -------------------------------------------------------------------- |  | ----------------------- | ----- |
|       | Garde des sceaux                                                     |  | Paul Ramadier           | SFIO  |
|       | Ministre de l'Intérieur                                              |  | Édouard Depreux         | SFIO  |
|       | Ministre de la Défense nationale                                     |  | André Le Troquer        | SFIO  |
|       | Ministre des Affaires étrangères                                     |  | Léon Blum               | SFIO  |
|       | Ministre de l'Agriculture                                            |  | François Tanguy-Prigent | SFIO  |
|       | Ministre des Transports, des Travaux publics et de la Reconstruction |  | Jules Moch              | SFIO  |
|       | Ministre de l'Éducation nationale                                    |  | Marcel-Edmond Naegelen  | SFIO  |
|       | Ministre de la France d’Outre-Mer                                    |  | Marius Moutet           | SFIO  |
|       | Ministre de l'Économie nationale et des Finances                     |  | André Philip            | SFIO  |
|       | Ministre du Travail et de la Sécurité sociale                        |  | Daniel Mayer            | SFIO  |
|       | Ministre des Postes, Télégraphes et Téléphones                       |  | Eugène Thomas           | SFIO  |
|       | Ministre de la Production industrielle                               |  | Robert Lacoste          | SFIO  |
|       | Ministre de la Santé publique et de la Population                    |  | Pierre Ségelle          | SFIO  |
|       | Ministre des Anciens combattants et des Victimes de la guerre        |  | Max Lejeune             | SFIO  |

### Secrétaire et Sous-secrétaires d'État
| Image | Fonction                                                     | Ministre de rattachement                                             |  | Nom                  | Parti |
| ----- | ------------------------------------------------------------ | -------------------------------------------------------------------- |  | -------------------- | ----- |
|       | Secrétaire d'État à la Présidence du Conseil                 | Président du Gouvernement provisoire                                 |  | Albert Gazier        | SFIO  |
|       | Sous-secrétaire d'État à la Présidence du Conseil            | Président du Gouvernement provisoire                                 |  | Amadou Lamine-Guèye  | SFIO  |
|       | Sous-secrétaire d'État à l'Intérieur                         | Ministre de l'Intérieur                                              |  | Jean Biondi          | SFIO  |
|       | Sous-secrétaire d'État aux Armées                            | Ministre de la Défense nationale                                     |  | Pierre Métayer       | SFIO  |
|       | Sous-secrétaire d'État à l'Armement                          | Ministre de la Défense nationale                                     |  | Paul Béchard         | SFIO  |
|       | Sous-secrétaire d'État aux Affaires étrangères               | Ministre des Affaires étrangères                                     |  | Pierre-Olivier Lapie | SFIO  |
|       | Sous-secrétaire d'État aux Transports et aux Travaux publics | Ministre des Transports, des Travaux publics et de la Reconstruction |  | Jean Meunier         | SFIO  |
|       | Sous-secrétaire d'État à la Reconstruction                   | Ministre des Transports, des Travaux publics et de la Reconstruction |  | René Schmitt         | SFIO  |
|       | Sous-secrétaire d'État à la Jeunesse et aux Sports           | Ministre de l'Éducation nationale                                    |  | Andrée Viénot        | SFIO  |
|       | Sous-secrétaire d'État à l'Outre-mer                         | Ministre de la France d'Outre-mer                                    |  | Gaston Defferre      | SFIO  |
|       | Sous-secrétaire d'État aux Finances                          | Ministre de l'Économie et des Finances                               |  | Jean-Raymond Guyon   | SFIO  |
|       | Sous-secrétaire d'État au Commerce et à la Distribution      | Ministre de la Production industrielle                               |  | Jean Minjoz          | SFIO  |

## Ajustement

### Ajustement du 20 décembre 1946
- Sous-secrétaire d'État aux Affaires musulmanes : Georges Gorse (SFIO)